# 2e armée (Union soviétique)
Pour les articles homonymes, voir 2e armée.
La seconde armée soviétique, une des grandes formations de l'Armée rouge, est créée en juillet 1938 en Union soviétique.

## Historique
La 2e armée est créée en juillet 1938 sur les frontières extrême-orientales de l'Union Soviétique à partir du 18e corps d'infanterie dans le cadre du front de la bannière rouge extrême-orientale, en raison des tensions accrues avec le Japon. La 2e Armée rouge avait son quartier général à Khabarovsk et contrôlait les troupes sur les territoires de l'oblast de l'Amour. Il était directement subordonné au Commissariat du peuple à la défense de l'Union soviétique et contrôlait opérationnellement la flottille rouge de l'Amour. En 1938, le 2e armée était composée des 3e, 12e, 34e, 35e, 69e et 78e divisions d'infanterie.
En 1939 l'armée participe à la bataille de Khalkhin Gol durant l'affrontement frontalier entre l'Union soviétique et le Japon. Par un ordre daté du 21 juin 1940, le Front d'Extrême-Orient est recréé. En 1939, la 2e Armée rouge avait son siège à Kouïbychevka. Il comprenait les 3e et 12e divisions d'infanterie et la 69e division motorisée. En Mars 1941, la 59e division de chars est formée dans la région de Khabarovsk dans le cadre de l'armée.

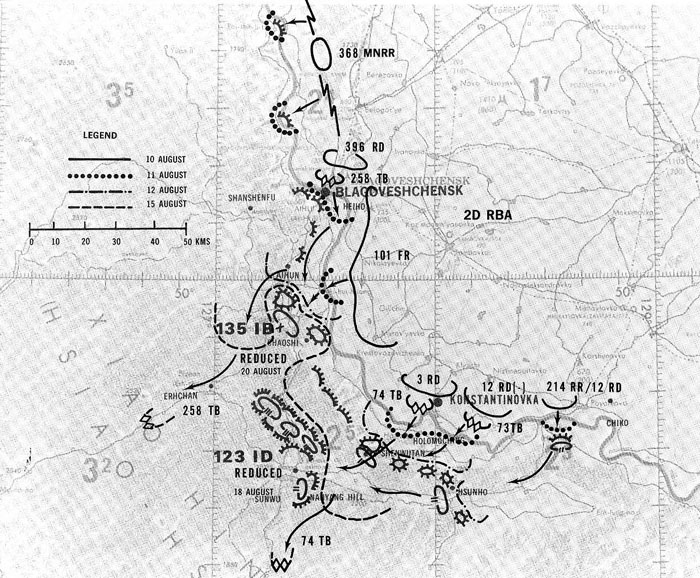
Operations de la 2e armée en Mandchourie carte entre 8 au 15 août 1945.

Pendant la Seconde Guerre mondiale, l'armée a couvert la frontière autour de Blagovechtchensk. Après le début de l'opération Barbarossa, l'invasion allemande de l'Union soviétique, le 22 juin 1941, les 59e et 69e divisions motorisées furent transférées par voie ferrée vers l'ouest. L'armée participe à l'invasion soviétique de la Mandchourie, pour laquelle l'armée avait une force de 240 chars et 1270 canons, et occupait un secteur de 985 km. Elle comptait 54 000 hommes.

## Commandants
- 1938 : Ivan Koniev
- 22 juin 1940 au 11 mars 1941 : lieutenant-général Vsevolod Serguïev
- 11 mars 1941 à décembre 1945 : lieutenant-général Makar Fomitch Teriokhine (en)